# Wenzen
Wenzen ist eine Ortschaft der Stadt Einbeck im südniedersächsischen Landkreis Northeim.

## Geographie

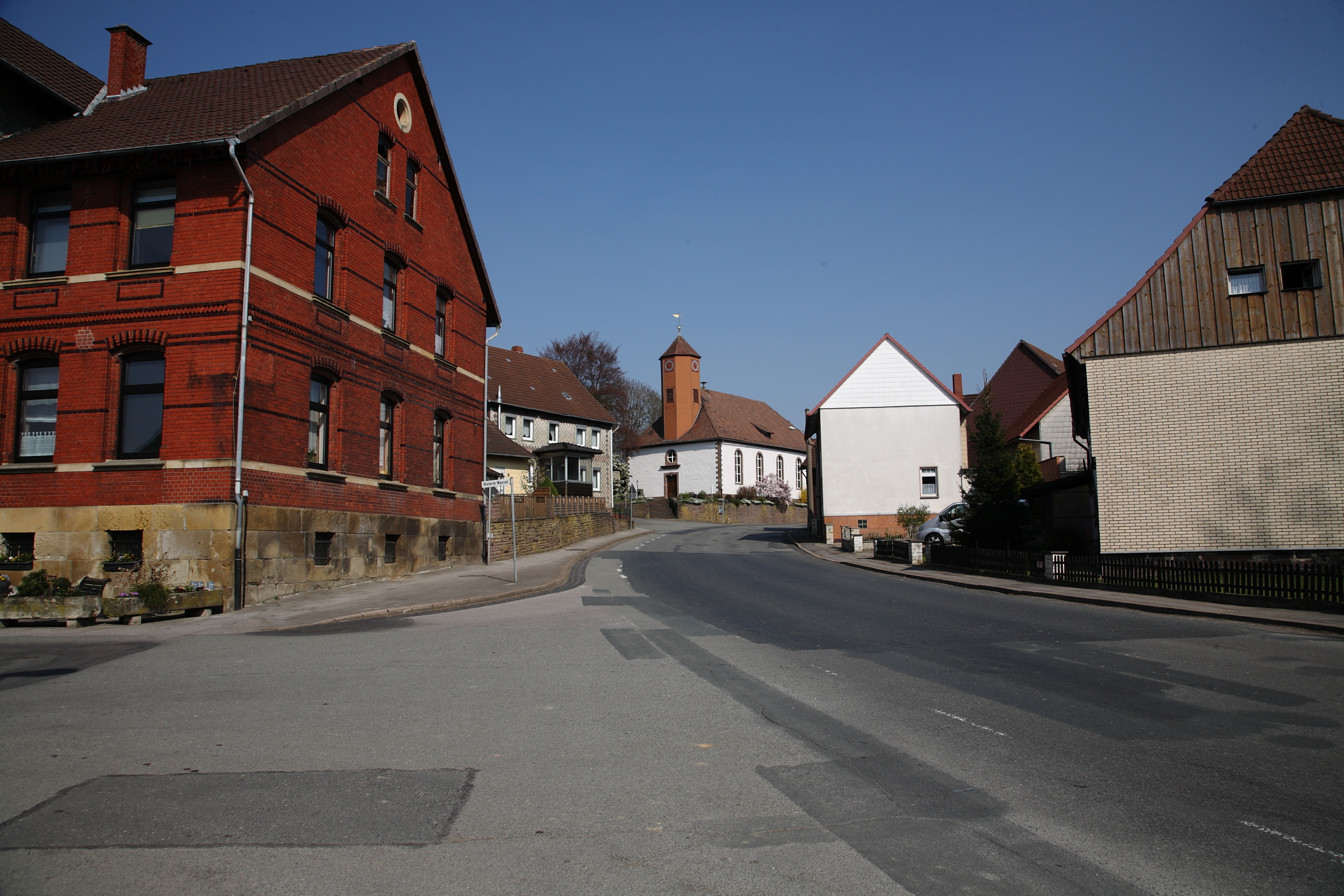
Blick von der B 64 auf die St.-Jacobi-Kirche und ehemaliges Gasthaus Wielert

Das Dorf Wenzen befindet sich im nordwestlichen Teil der Stadt Einbeck und liegt östlich des Elfas am südlichen Rand des Hils. Der Hillebach mündet mit dem Stroiter Bach in das Krumme Wasser, ein Zufluss der Ilme. Der Ort wird von West nach Ost von der Bundesstraße 64 und von Nord nach Süd von der Kreisstraße 658 durchquert.

## Geschichte
Der Ort wurde 1022 unter der Bezeichnung Winithusen erstmals urkundlich erwähnt. Im 19. Jahrhundert kam es zu Auswanderungen.
Im Zuge der Gebietsreform in Niedersachsen, die am 1. März 1974 stattfand, wurde die zuvor selbständige Gemeinde Wenzen durch Eingemeindung zur Ortschaft der Stadt Einbeck. Bis zur Gebietsreform gehörte Wenzen zum Landkreis Gandersheim sowie zur Samtgemeinde Auf dem Berge.

## Politik

### Ortsrat
Der Ortsrat „Auf dem Berge“, der die Ortschaften Bartshausen, Brunsen, Hallensen, Holtershausen, Naensen, Stroit, Voldagsen und Wenzen gemeinsam vertritt, setzt sich aus 13 Ratsmitgliedern zusammen. Die Wahlperiode begann am 1. November 2021 und endet am 31. Oktober 2026.
- Wgem. „Auf dem Berge“: 13 Sitze

(Stand: Kommunalwahl 12. September 2021)

### Ortsbürgermeister / Ortsbeauftragter
Der Ortsbürgermeister ist Gerhard Mika (WG). Ortsbeauftragter ist Felix Wielert.(Stand Dezember 2022)

### Wappen
Im geteilten Wappenschild steht oberhalb ein aufgerichteter, goldener Löwe vor blauem Hintergrund. Unterhalb liegt auf goldenem Hintergrund ein roter Berg mit silberner Muschel. Dabei symbolisieren die Farben Gold und Blau das Herzogtum Braunschweig, der Löwe das Geschlecht derer von Homburg, der rote Berg die Dörfer der früheren Samtgemeinde auf dem Berge und die Muschel den heiligen Jakobus. Außerdem soll die Jakobsmuschel auf dem Wappen auch zeigen, dass es im Hillebach einmal Muscheln gegeben haben soll.

## Kultur und Sehenswürdigkeiten

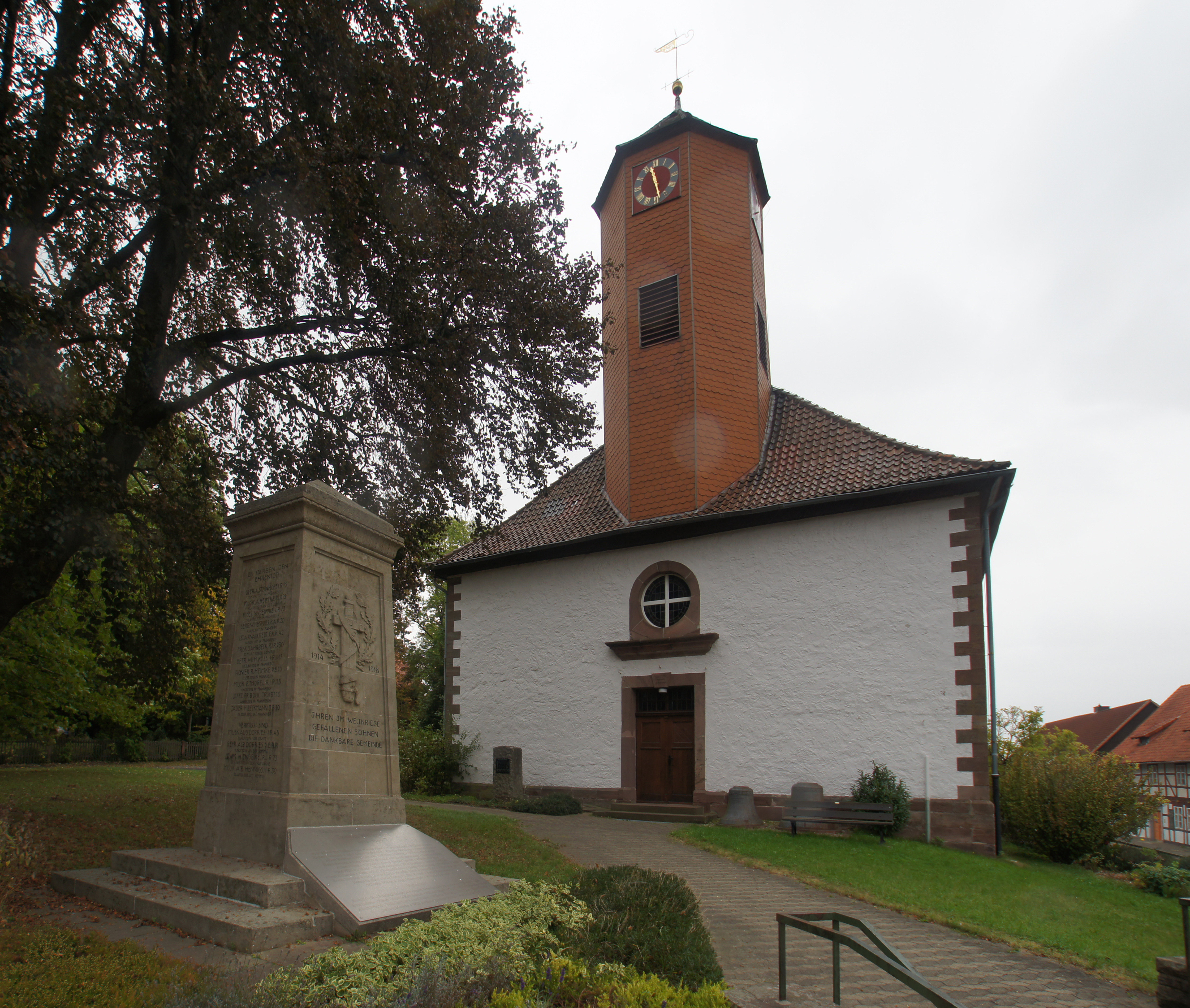
St.-Jacobi-Kirche und Mahnmal

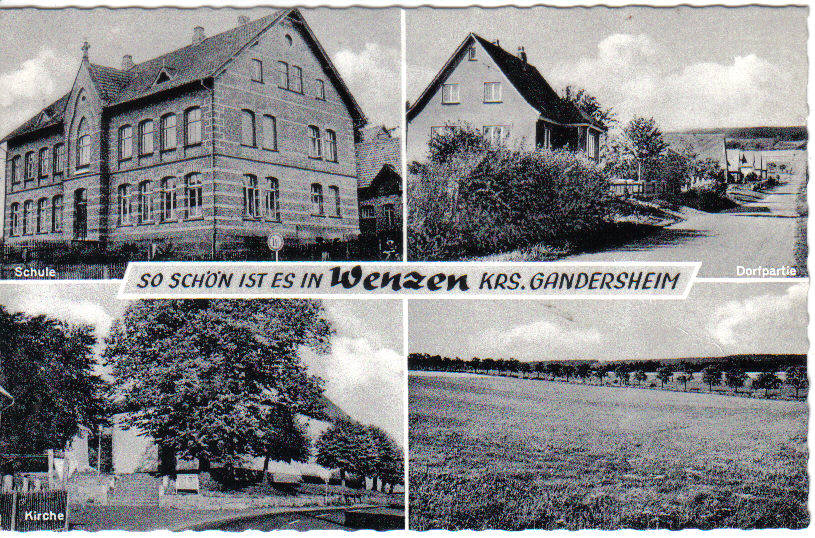
Historische AK Wenzen

### Bauwerke
- Das evangelisch-lutherische Kirchengebäude St. Jacobi ist eine kleine Hallenkirche von 1804 mit kleinem achteckigen Turm, der aus der Dachschräge des Kirchenschiffs wächst. 2004 erhielt diese Kirche nach 80 Jahren neue Kirchenglocken aus Bronze. Kirchenschutzpatron ist Jakobus, einer der zwölf Apostel. Die Gemeinde zählt zur Propstei Gandersheim-Seesen.
- Kriegerdenkmal
- Ehemalige Volksschule, errichtet während der Regentschaft über das Herzogtum Braunschweig ab 1885–1906 unter Albrecht von Preußen (1837–1906), siehe AK von 1901.
- Die Hilskapelle nimmt für sich in Anspruch, die kleinste Kapelle der Welt zu sein. Sie steht in Wenzen am Waldrand des Hils in einem parkähnlichen Gelände. Sie wurde am 17. August 2008 geweiht. Gelände und Kapelle wurden privat finanziert und sind öffentlich nutzbar.
- Altes Forstamt, direkt angrenzend am Hillebach in der Einbecker Ortschaft Wenzen, erbaut 1860 während der Regierungszeit Wilhelms (1806–1884), des Herzogs zu Braunschweig und Lüneburg. Erhalten hat sich das herrschaftliche zweistöckige, nicht denkmalgeschützte Eichenfachwerkhaus mit elf hohen hellen Räumen und insgesamt 400 m² Wohnfläche auf zwei fast gleich großen Etagen und 250 m² Nutzfläche auf einem 4.000 m² großen Grundstück mit weiteren Nebengebäuden, wie großer Scheune, Garage, Waschküche.
- Jüdischer Friedhof
- am Südufer des großen Baches, westlich des Dorfes war eine Burg, die aber vor 1800 zerstört wurde

### Vereine
- Freiwillige Feuerwehr Wenzen
- Jugendfeuerwehr Wenzen
- Feuerwehr-Förderverein Wenzen
- MTV Wenzen Männerturnverein von 1903
- Männergesangverein Wenzen
- Förderkreis der Grundschule Wenzen
- Feldmarks- und Jagdgenossenschaft
- Kyffhäuser Kameradschaft Wenzen

### Trivia
Wenzen ist der Ort der Handlung der drei humoristischen Romane der Löhnefink-Serie von Konrad Beste, allerdings in den Büchern unter dem Namen Hunzen.

## Wirtschaft und Infrastruktur
- Grundschule „Auf dem Berge“

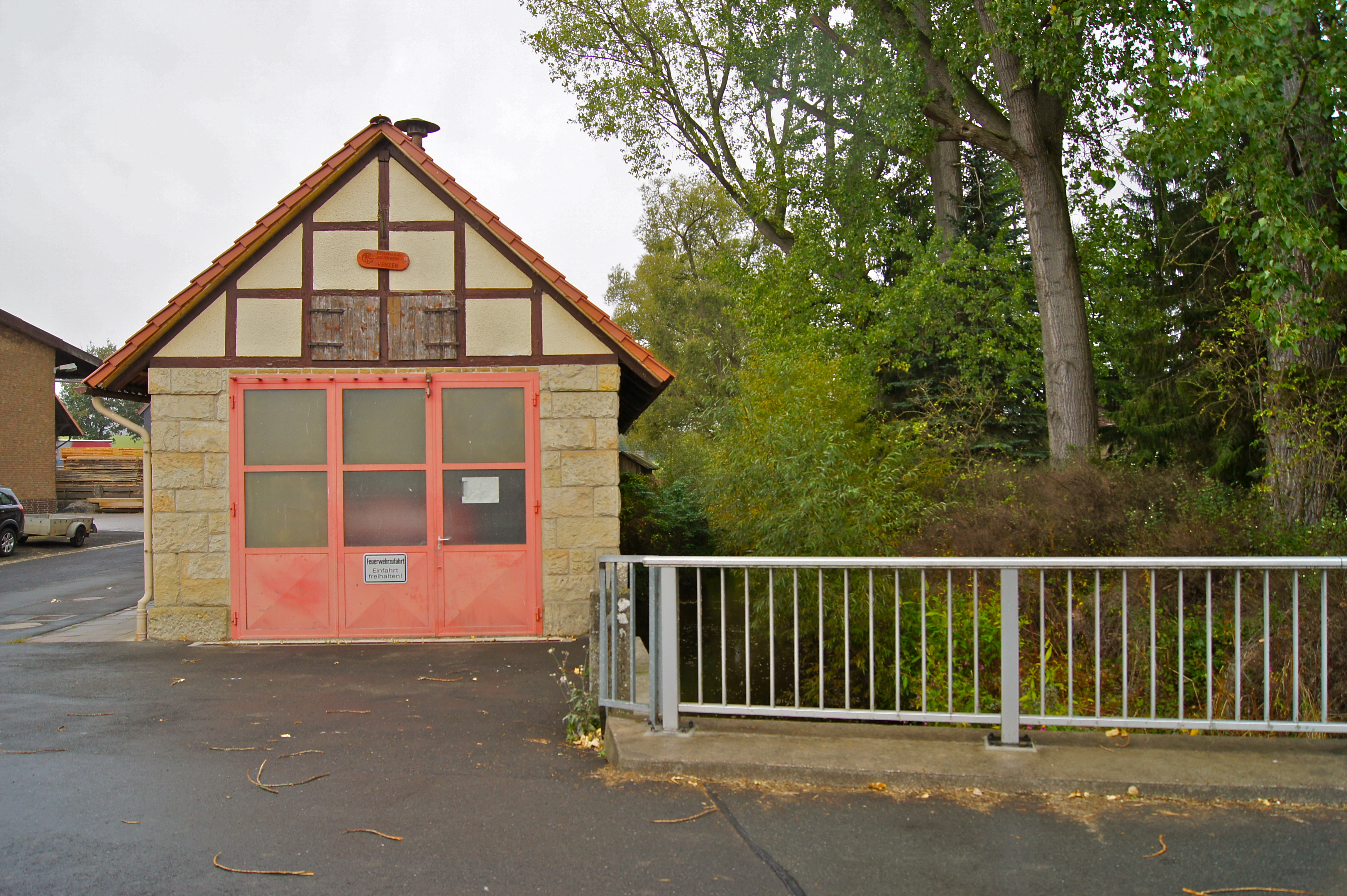
Altes Feuerwehrhaus am Ufer des Hillebachs

- Neubau eines Feuerwehrhauses für Wenzen wurde abgeschlossen
- Historische zweigleisige, jetzt rückgebaute eingleisige Bahnstrecke Altenbeken–Kreiensen mit nicht mehr bahnseitig genutztem erhaltenen Haltepunkt/Bahnhofsgebäude Wenzen. Sie war Teil der Verbindung zur Braunschweigischen Südbahn (Herzoglich Braunschweigische Staatseisenbahn) Kreiensen–Börßum(–Braunschweig) und wurde am 10. Oktober 1865, wenige Monate vor der Okkupation des Herzogtums Braunschweigs durch das Königreich Preußen, eröffnet.
- Ortskläranlage Wenzen; Sanierung und Neubau der Ortskanalisation einschließlich der Abwässerbeseitigung für 180 Hausanschlüsse.
- Gestüt Chrymont, Am Hils

## Persönlichkeiten
Söhne und Töchter des Ortes
- Wilhelm Baumgarten (1828–1903), Jurist und Mitglied des Deutschen Reichstags
- Otto Korfes (1889–1964), Offizier, zuletzt Generalmajor der Volkspolizei sowie Archivar und Staatswissenschaftler
- Walter Bock (1895–1948), Chemiker, Erfinder des synthetischen Kautschuk